# Chlaenandra
Chlaenandra es un género con una especie de plantas de flores perteneciente a la familia Menispermaceae. Nativo de Nueva Guinea. 

## Especies seleccionadas
- Chlaenandra ovata Miq.

- Datos: Q8356497
- Especies: Chlaenandra